# Herbert Kitchener
Horatio Herbert Kitchener, sinds 1914 graaf Kitchener, (County Kerry, Ierland, 24 juni 1850 – 5 juni 1916) was een Britse staatsman en veldmaarschalk, deels bekend om zijn voor de plaatselijke bevolking wrede oorlogstactieken.

## Soedan

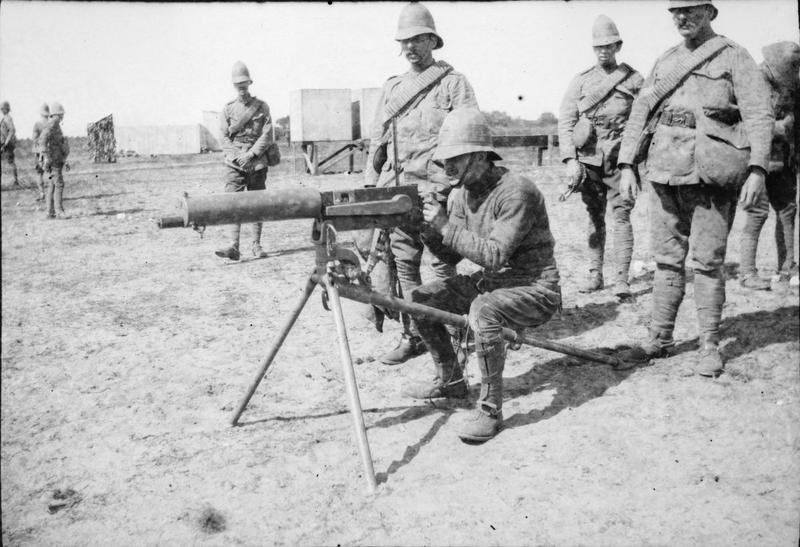
Lichtgewicht volautomatisch machinegeweer van Harim Maxim gaf Britten miliair overwicht, hier wordt het wapen getest tijdens Boerenoorlog

In 1884 maakte hij deel uit van de expeditie die vanuit Egypte de Britse generaal Charles George Gordon uit de omsingeling van Khartoem diende te redden. Twee dagen voor hun aankomst viel de stad echter in handen van de troepen van de Mahdi Mohammed Ahmad ibn Abd Allah, die vervolgens overgingen tot moordpartijen en plundering onder de bevolking van Khartoem. Gordon kwam daarbij om en zijn hoofd werd afgehakt en op een staak gezet. Kitchener was daarna een tijd lang gouverneur-generaal van Soedan tot hij in 1892 bevorderd werd tot hoogste chef van het (Britse) Egyptische leger.
In 1898 wist hij, na een drie jaar durende militaire campagne, Soedan te heroveren, waarmee hij in het Verenigd Koninkrijk zijn belangrijkste faam verwierf. Het onder zijn bevel staande leger behaalde de militaire overwinning tijdens een beslissende veldslag (slag van Karari) tegen het leger van Abdallahi ibn Muhammad, die zich als Khalifa had uitgeroepen tot opvolger van de inmiddels overleden Mahdi, bij Khartoem op 4 september 1898. Er was militair overwicht opgebouwd door investeringen in artillerie en het nieuw ontwikkelde volautomatische lichtgewicht machinegeweer van Hiram Maxim, waarmee 600 schoten per minuut konden worden afgevuurd. Het lijk van de Mahdi werd opgegraven en diens hoofd afgehakt. De jonge officier en oorlogscorrespondent Winston Churchill schreef er een goed verkocht boek over (The River War), waarin hij kritiek uitte op Kitchener en anderen, vooral met betrekking tot de logistiek en hoog opgaf van de prestaties van zijn eigen regiment. De wraakactie met betrekking tot de Mahdi keurde hij af.
Zoals gebruikelijk bij zulke gelegenheden mocht Kitchener de plaats van zijn overwinning aan zijn naam verbinden. Sindsdien stond hij in het Britse Gemenebest bekend als Lord Kitchener of Khartoum en in Engeland twijfelden weinigen meer aan zijn autoriteit. Hij verhoogde zijn prestige in datzelfde jaar bij het Fashoda-incident, waarbij een gewelddadige confrontatie met de Fransen kon worden voorkomen over de afbakening van de Britse en Franse koloniale grondgebieden.

## Zuidelijk Afrika
Kitchener werd als tweede man (stafchef) meegestuurd met Lord Roberts, toen deze het commando overnam van de Britse troepen in de Tweede Boerenoorlog in Zuid-Afrika tegen nakomelingen van Nederlandse en Duitse emigranten. Hier verdedigde de bevolking zich gewapend tegen de koloniale bezetters van hun grondgebied. Kitchener was deels verantwoordelijk voor de logistieke ramp die volgde op de poging om midden in de oorlog het militaire logistieke systeem te reorganiseren. Hoewel hij in de pers een reputatie had als organisator had hij daar eigenlijk geen aanleg voor: hij zag zichzelf vooral als inspirerend leider die grote dingen tot stand bracht. Na het vertrek van Roberts werd Kitchener zelf commandant. in zuidelijk Afrika en sloot uiteindelijk in mei 1902 het Verdrag van Vereeniging.

### Taktiek van verschroeide aarde, concentratiekampen, prikkeldraad

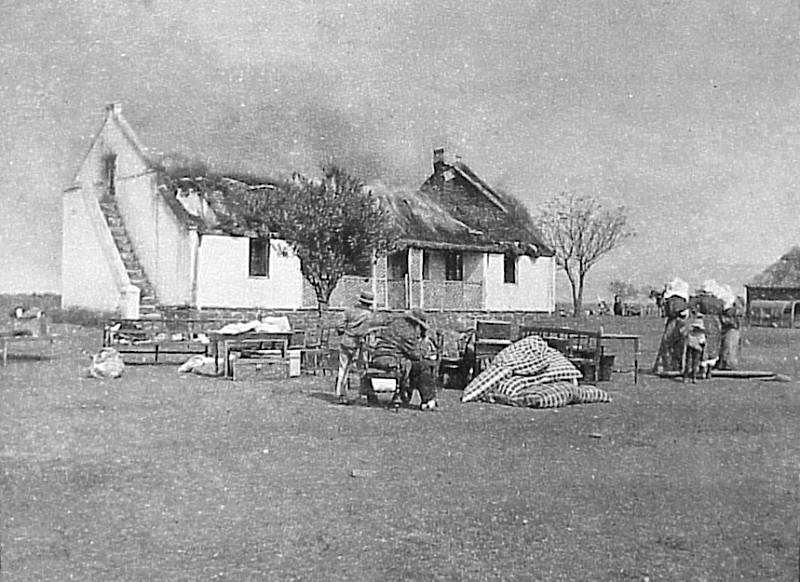
Taktiek van de verschroeide aarde

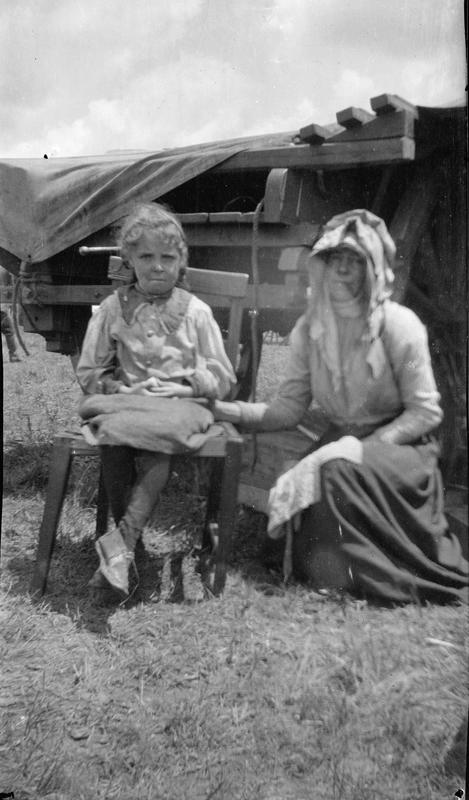
Ontheemde familie tijdens Tweede Boerenoorlog

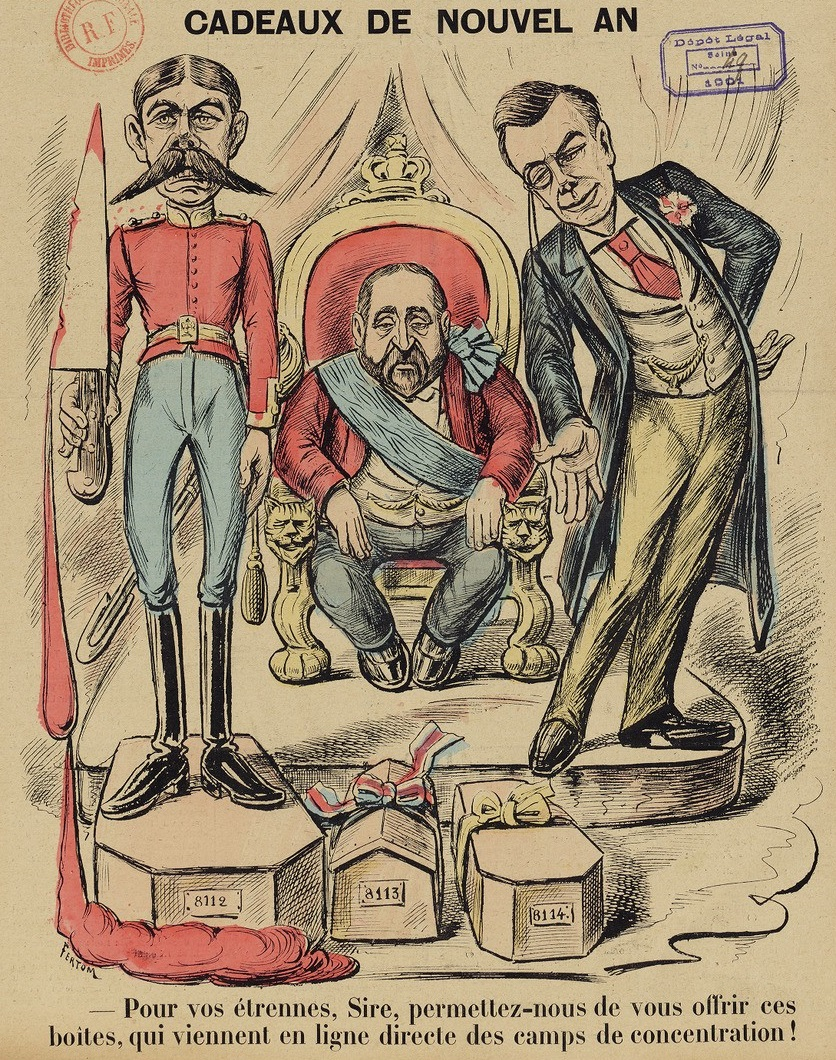
Satirische prent, links Kitchener, rechts de Franse minister van Buitenlandse zaken Hanotaux: "Sire, als nieuwjaarskado doodskisten direct uit de concentratiekampen"

De wraakactie met de Mahdi bleek niet een opzichzelf staand incident. Kitchener is ook bekend vanwege zijn wrede oorlogstaktieken. Kitchener besloot in 1900 tot de wrede tactiek van de verschroeide aarde, toen hij tijdens de Tweede Boerenoorlog opperbevelhebber was geworden. Meer dan 30.000 boerderijen en een veertigtal kleine steden werden systematisch in brand gestoken. Veestapels werden geplunderd of afgeslacht door de Engelse troepen en talloze families werden vanuit hun hoeve en huizen gevangengenomen en opgesloten in Britse concentratiekampen.
Bijna 120.000 witte en evenveel zwarte burgers werden hier gedetineerd en nog eens 28.000 krijgsgevangen genomen vechtende boeren werden naar overzeese kampen gestuurd. Er waren 45 concentratiekampen voor Afrikaners en 64 voor zwarten. Hun huisvesting bestond uit op één rij gezette miserabele tentjes. Hygiënische voorzieningen werden niet getroffen of waren sterk onvoldoende, ook naar de toenmalige maatstaven. De voedselrantsoenen van vrouwen en kinderen waren onvoldoende en werden verminderd indien een van hun familieleden deel uitmaakte van het Boerenleger. Buikloop, buiktyfus en mazelen waren algemeen in de kampen. Na de oorlog is gebleken dat 27.927 emigrantenafstammelingen de kampen niet overleefden: onder hen 22.074 kinderen, jonger dan 16. Onder de oorspronkelijke bevolking werden 14.154 doden geteld. Dankzij berichtgeving van de Engelse journaliste Emily Hobhouse werd een officiële commissie uitgezonden onder leiding van Millicent Fawcett. Het rapport van de commissie bevestigde de waarnemingen van Emily Hobhouse en was vernietigend. Hierna verbeterde de situatie en begonnen de sterftecijfers terug te lopen.
In 1901 was de oorlog gewonnen, maar niet afgelopen. Kitchener voerde onderhandelingen met de Boerenleiders, in de hoop een vredesverdrag te kunnen tekenen zodat het grondgebied onder Britse heerschappij kwam. Deze onderhandelingen mislukten. Kitchener gaf de schuld hiervoor aan Milner, die geen amnestie wilde verlenen aan inwoners van de Britse koloniën die meegedaan hadden met de Boeren, het ging om enkele honderden personen. Daarna werd een hek van 5.500 kilometer lengte uit prikkeldraad gebouwd om de boeren die hun grondgebied verdedigden van hun grond te weren. Als verdere oorlogstaktiek werden vrouwen en kinderen in kampen opgesloten. Dit waren zowel vrouwen en kinderen die door de Boerenleiders van hun boerderij gejaagd waren, omdat hun mannen zich aan de Britten overgegeven hadden als vrouwen en kinderen waarvan de boerderij door de Britten platgebrand was vanwege (mogelijke) steun aan de Boeren. Kitchener nam het besluit om hen in kampen onder te brengen en het moest vooral goedkoop, de oorlog was al duur genoeg. De eerste idee was om de vrouwen en kinderen naar hun mannen, dan wel vaders, te sturen (in kampen in St. Helena en Ceylon), maar dat vond de Britse regering te duur.
Het lijkt erop dat militair gezien dit platbranden van boerderijen niet erg effectief was; het wegnemen van de paarden had al een even groot effect omdat de Boeren voor hun mobiliteit afhankelijk waren van paarden. Wat uiteindelijk de doorslag gaf, was enerzijds het door Kitchener bedachte stelsel van prikkeldraadhekken (plus bunkers) en anderzijds een steeds beter informatiesysteem dat alle boerencommando's opspoorde en volgde.
In december 1901 stopte Kitchener met het gevangenzetten van vrouwen en kinderen in de concentratiekampen. Dit zette de Boeren extra onder druk, omdat land, gewassen, veestapels en opstallen zo ernstig waren verwoest, dat vrouwen en kinderen buiten de kampen het vanaf dan slechter zouden hebben dan in de (verbeterde) kampen. Dit droeg ertoe bij dat een tweede vredespoging van Kitchener wel lukte op bijna dezelfde voorwaarden als de poging van een jaar eerder. De amnestie voor inwoners van de Britse koloniën die meegedaan hadden met de Boeren was nu wel inbegrepen; zij verloren alleen hun kiesrecht. Dit leidde uiteindelijk in mei 1902 tot het Verdrag van Vereeniging.

## India
Van 1902 tot 1909 was hij commandant over alle troepen in India, een positie die hij graag wilde. Daar was hij ook bezig met (logistieke) reorganisatie, wat ook nu niet goed afliep. In 1910 werd hij bevorderd tot veldmaarschalk en op 29 juni 1914 werd Kitchener in de adelstand verheven (Earl van Kharthoum en van Broome in het graafschap Kent).

## Eerste Wereldoorlog
Bij het uitbreken van de Eerste Wereldoorlog werd hij van zijn post in Egypte ontboden naar Londen om deel te nemen aan de Oorlogsraad. Hij werd Minister van Oorlog. Hij voorzag, anders dan veel optimisten aan het begin van de oorlog, dat het een langdurige en uitputtende oorlog zou worden en hij heeft veel gedaan voor het oprichten van een groot landleger, waaraan het de Britten ontbrak aan het begin van deze oorlog, zodat dit grotendeels uit vrijwilligers bestaande leger weleens 'Kitchener's army' werd genoemd. 

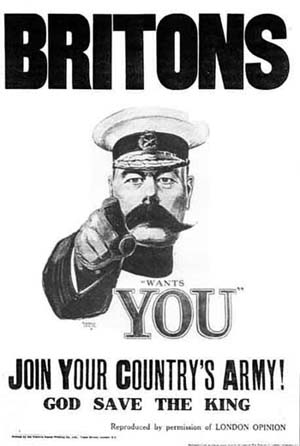
Kitchener was een heel bekende persoonlijkheid.

Zijn gezicht stond dan ook op het klassiek geworden recruteringsaffiche. Hij werd in 1915 echter verantwoordelijk gehouden voor de aanvankelijk falende bevoorrading met granaten voor het Britse expeditieleger, dat aan het Westelijk Front moest constateren dat de Duitsers vijf granaten terugschoten voor elke granaat die ze zelf konden afschieten.
Na de voor de Geallieerden rampzalige slag om Gallipoli, die bedoeld was om de Ottomaanse bondgenoten van de Duitsers uit te schakelen, werd Kitchener uit de Oorlogsraad gezet. Zogenaamd om inlichtingen te winnen, maar in feite, omdat niemand aan het publiek wilde verkopen dat een oorlogsheld als Kitchener kon falen. Met zijn portret op de wervingsaffiches was hij voor het Britse volk uitgegroeid tot het symbool van de strijd tegen de Duitsers.
Hij ging bij Scapa Flow, de basis van de Britse 'Home Fleet', aan boord van de kruiser HMS Hampshire voor een diplomatieke missie naar Rusland. Op 5 juni liep het schip tijdens een zware storm op een mijn op weg naar de Russische haven Archangelsk. Kitchener en 643 van de overige 655 opvarenden overleefden het niet. Na zijn dood werd er een berg naar hem genoemd in het Canadese Rotsgebergte, Mount Kitchener en in Australië (Victoria, Geelong) is er een hospitaal naar hem genoemd; 'the Kitchener Memorial Hospital'.

## Decoraties
- Ridder in de Orde van de Kousenband op 3 juni 1915[3]
- Ridder in de Orde van Sint-Patrick op 19 juni 1911[4]
- Ridder Grootkruis in de Orde van het Bad op 15 november 1898[5]
  - Ridder Commandeur op 17 november 1896[6]
  - Lid op 8 november 1889[7]
- Ridder Grootcommandeur in de Orde van de Ster van Indië op 25 juni 1909[8]
- Ridder Grootkruis in de Orde van Sint-Michaël en Sint-George op 29 november 1900[9]
  - Ridder Commandeur op 12 februari 1894[10]
  - Lid op 6 augustus 1886[11]
- Ridder Grootcommandeur in de Orde van het Indische Keizerrijk op 1 januari 1908[12]
- Orde van Osmanie
  - Eerste Klasse op 7 december 1896[13]
  - Tweede Klasse op 30 april 1894[14]
  - Derde Klasse op 11 juni 1885[15]
- Orde van Mejidie
  - Eerste Klasse op 18 november 1893[16]
  - Tweede Klasse op 18 juni 1888[17]